# Bradypodion setaroi
Bradypodion setaroi är en kameleontart som beskrevs av Lynn R.G. Raw 1978.. Den ingår i släktet Bradypodion. Inga underarter finns listade.

## Beskrivning
En mycket liten kameleont med kraftig kask på huvudet men i övrigt utan särskilt utvecklade kammar. Färgen är ljust gråbrun med ett oregelbundet ljusorange sidoband, avbrutet av tre mörkare orange fläckar. Svansen har grågröna tvärstreck. Färgerna är klarare hos solbadande individer. Kroppslängden är omkring 12 cm, av vilket något mer än hälften utgör svans hos hanen, det motsatta förhållandet hos honan.

## Utbredning
Bradypodion setaroi förekommer från norra KwaZulu-Natal i Sydafrika till södra Moçambique. Arten misstänks vara införd i det senare landet.

## Status
Den södra delen av populationen är kraftigt fragmenterad, framför allt på grund av jordbruk och skogsplanteringar, men resten av utbredningsområdet är inte drabbat på samma sätt, och totalt sett är populationen stabil. Internationella naturvårdsunionen (IUCN) klassificerar arten som livskraftig ("LC").

## Ekologi
Arten lever i trädkronor och bland löven på buskar i kustskogar. Den föder levande ungar.